# 맬컴과 마리
《맬컴과 마리》(영어: Malcolm & Marie)는 2021년 공개된 미국의 드라마 영화이다. 샘 레빈슨이 감독과 각본을 맡았고, 젠데이아와 존 데이비드 워싱턴이 제작자를 겸해 출연하였다.
영화 감독으로서 성공한 남자와 그 여자친구의 다툼을 보여주는 2인극이다.

## 줄거리
영화감독 말콤과 그의 여자친구 마리는 말콤의 영화 시사회 후 집으로 돌아온다. 시사회에서 관객들의 뜨거운 반응에 고무된 말콤과 달리 마리는 불만스러운 표정을 짓는다. 말콤은 마리가 왜 그런지 이유를 묻고, 마리는 시상식에서 자신에게 감사를 표하지 않았다는 사실에 화가 났다고 말한다.
마리는 말콤의 영화 속 여성 마약 중독자 캐릭터가 자신의 경험을 바탕으로 만들어졌다고 생각한다. 마약 중독 경험이 있었던 자신과 말콤의 관계에서 영감을 얻었을 거라는 것이다. 말콤은 마리의 주장을 부인하며 영화 캐릭터는 여러 사람의 모습을 조합한 것이라고 반박한다. 하지만 마리는 말콤이 자신과 함께하지 않았다면 그 캐릭터를 진정성 있게 표현할 수 없었을 것이라고 주장한다. 말콤은 마리가 배우 활동을 포기한 것에 대한 질투심 때문에 과민반응하고 있다고 몰아붙인다. 마리는 말콤의 재능이 평범하다고 비난하며 맞선다.
논쟁은 계속되고, 말콤은 그동안 만났던 다른 여성들을 언급하며 영화 캐릭터는 여러 사람에게서 영감을 얻었지만, 절망감만은 마리에게서 가져왔다고 말한다. 마리는 이에 "그를 없애줘요"라는 노래를 틀어 말콤에게 반박한다. 실내로 돌아온 말콤은 영화에 대한 첫 번째 비평을 읽고, 긍정적인 평가에도 불구하고 정치적인 해석을 했다는 이유로 비평가를 비난한다. 마리는 그런 말콤의 반응을 비웃고, 둘은 다시 화해하는 듯 보인다.
하지만 둘은 잠자리에 들기 전, 마리가 자신이 영화 캐릭터를 연기했다면 더 좋은 영화가 되었을 것이라고 주장하면서 또다시 다툰다. 서로의 자만심을 비난하던 중, 마리는 칼을 들고 영화 속 장면을 연기하며 말콤을 놀라게 한다. 결국 둘은 잠자리에 들지만, 서로에 대한 불만을 해소하지 못한다. 다음 날 아침, 말콤은 마리 혼자 밖에 있는 것을 발견하고 그녀에게 다가가지만, 그들의 관계가 어떻게 될지는 불확실한 채로 영화는 끝난다.

## 출연
- 젠데이아 - 마리 역
- 존 데이비드 워싱턴 - 맬컴 역